# Riu de Vallcivera
El riu de Vallcivera és un riu de la comarca de la Baixa Cerdanya que es troba a Vallcivera. Neix al Port de Vallcivera (2.517 m) i el seu cabal depèn dels estanyons de Vallcivera del municipi de Lles de Cerdanya, de l'estany de Montmalús (on és el Refugi de Montmalús) i del riu de Montmalús que desemboca just abans de la desembocadura al riu de la Llosa.